# Élie Gesbert
Élie Gesbert (Saint-Brieuc, 1 juli 1995) is een Frans wielrenner die sinds 2016 voor de vanaf 2019 Arkéa-Samsic geheten ploeg uitkomt.

## Carrière
In 2013 won Gesbert zowel de wegrit als de tijdrit voor junioren op het nationale kampioenschap. Daarnaast werd hij achter Franck Bonnamour tweede op het Europees kampioenschap.
In 2015 liep Gesbert stage bij FDJ. Een jaar later vertrok hij naar Vélo Club Pays de Loudéac, waarna hij per 1 augustus aansloot bij Fortuneo-Vital Concept.

## Overwinningen
2012
Bergklassement GP Rüebliland, Junioren
2013
3e etappe Vredeskoers, Junioren
Eindklassement Ronde des Vallées, Junioren
 Frans kampioen tijdrijden, Junioren
 Frans kampioen op de weg, Junioren
2015
Jongerenklassement Kreiz Breizh Elites
6e etappe Ronde van de Toekomst
2016
3e etappe Ronde van de Isard
2017
6e etappe Ronde van Bretagne
1e etappe Ronde van de Limousin
Jongerenklassement Ronde van de Limousin
Jongerenklassement Ronde van Gévaudan Languedoc-Roussillon
2018
Jongerenklassement Ronde van de Limousin
2019
Jongerenklassement Ronde van Oman
2021
5e etappe Ronde van de Algarve

## Resultaten in voornaamste wedstrijden
| Jaar | Ronde van Italië | Ronde van Frankrijk | Ronde van Spanje |
| ---- | ---------------- | ------------------- | ---------------- |
| 2016 |                  |                     |                  |
| 2017 |                  | 85e                 |                  |
| 2018 |                  | 86e                 |                  |
| 2019 |                  | 78e                 |                  |
| 2020 |                  |                     |                  |
| 2021 |                  | 61e                 |                  |
| 2022 |                  |                     | 42e              |
| 2023 |                  |                     | 73e              |
| 2024 |                  |                     | opgave           |

| Jaar | Luik-Bast.‑Luik | Ronde van Lombardije | Waalse Pijl | Parijs-Tours |
| ---- | --------------- | -------------------- | ----------- | ------------ |
| 2016 |                 |                      |             | 121e         |
| 2017 |                 |                      | 35e         |              |
| 2018 | 91e             | opgave               | 67e         |              |
| 2019 | opgave          |                      |             |              |
| 2020 |                 |                      |             |              |
| 2021 |                 | opgave               |             |              |
| 2022 | opgave          | opgave               | 47e         |              |
| 2023 |                 |                      |             |              |
| 2024 |                 |                      |             |              |

#### Resultaten in kleinere rondes
| Jaar | Parijs-Nice | Ronde van Catalonië | Ronde van het Baskenland |
| ---- | ----------- | ------------------- | ------------------------ |
| 2018 |             | opgave              |                          |
| 2019 | 38e         |                     |                          |
| 2020 |             |                     |                          |
| 2021 |             | 30e                 |                          |
| 2022 |             | 68e                 |                          |
| 2023 |             | 22e                 |                          |
| 2024 |             |                     | opgave                   |

## Ploegen
- 2015 –  FDJ (stagiair vanaf 1 augustus)
- 2016 –  Fortuneo-Vital Concept (vanaf 1 augustus)
- 2017 –  Fortuneo-Oscaro[2]
- 2018 –  Fortuneo-Samsic
- 2019 –  Arkéa-Samsic
- 2020 –  Arkéa-Samsic
- 2021 –  Arkéa-Samsic
- 2022 –  Arkéa-Samsic
- 2023 –  Arkéa-Samsic
- 2024 –  Arkéa-B&B Hotels
- 2025 –  Arkéa-B&B Hotels

Bonnet · Boucher · Chavanel · Courteille · Delage · Démare · Elissonde · Fischer · Geniez · Geslin · Jeannesson · Ladagnous · Le Bon · Le Gac · Lecuisinier · Manzin · Morabito · Mourey · Offredo · Pichon · Pineau · Pinot · Reza · Roux · Roy · Sarreau · Vaugrenard · Veikkanen · Vichot · Doubey (stagiair) · Fournier (stagiair) · Gesbert (stagiair)
Bonnamour · Bouet · Corbel · Daniel · Delaplace · Feillu · Fonseca · Gérard · Gesbert · Hardy · Jarrier · Jeannesson · Ledanois · McLay · Mourey · Périchon · Pichon · Sepúlveda · Vachon · Vallée · Guernalec (stagiair) · Molly (stagiair) · Riou (stagiair)
Barguil · Bonnamour · Bouet · Carbel · Daniel · Delaplace · Feillu · Fonseca · Gérard · Gesbert · Hardy · Jarrier · Le Roux · Ledanois · Lunke · Maison · Moinard · Périchon · Pichon · Russo · Vachon · Welten
Barguil · Bonnamour · Bouet · Daniel · Delaplace · Feillu · Gesbert · Greipel · Guernalec · Hardy · Jarrier · Le Roux · Ledanois · Maison · Moinard · Pichon · Riou · Russo · Swift (vanaf 10 mei) · Vachon · Wagner · Welten · Doleatto (stagiair) · Jarnet (stagiair) · Lecamus-Lambert (stagiair)
Anacona · Barguil · Bonnamour · Boudat · Bouet · Bouhanni · Declercq · Delaplace · Gesbert · Grondin · Guernalec · Hardy · Jarrier · Le Roux · Ledanois · Louvel · McLay · Noppe · Owsian · Pichon · D. Quintana · N. Quintana · Riou · Rosa · Russo · Swift · Vachon · Welten · Lecamus-Lambert (stagiair) · Vauquelin (stagiair)
Anacona · Barguil · Barré (vanaf 1/8) · Bouet · Bouhanni · Capiot · Declercq · Delaplace · Edet · Flórez · Gesbert · Grondin · Guernalec · Guglielmi · Hardy · Hofstetter · Ledanois · Louvel · McLay · Noppe · Owsian · Pajur · Pichon · D. Quintana · N. Quintana · Ries · Riou · Russo · Swift · Vauquelin · Verre · Clynhens (stagiair) · Costiou (stagiair) · Thierry (stagiair)
Barguil · Barré · Biermans · Bouet · Bouhanni · Capiot · Champoussin · Costiou · Dekker · Delaplace · Démare (vanf 1/8) · Edet · Gesbert · Grondin · Guernalec · Guglielmi · Hofstetter · Le Berre · Ledanois · Louvel · McLay · Mozzato · Owsian · Pichon · Ponomar (tot 31/7) · Ries · Riou · Rodríguez · Russo · Vauquelin · Verre · Dauphin (stagiair) · Gillet (stagiair) · Tjøtta (stagiair)
Albanese · Barré · Biermans · Capiot · Champoussin · Costiou · Dekker · Delaplace · Démare · García Pierna · Gesbert · Grondin · Guernalec · Guglielmi · Huys · Le Berre · Ledanois(tot 15/8) · Louvel · McLay · Mozzato · Owsian · Ries · Riou · Rodríguez · Scotson · Sénéchal · Thierry (vanaf 1/9) · Vauquelin · Venturini · Verre
Biermans · Capiot · Costiou · Delaplace · Démare · Epis · García Pierna · Gesbert · Grondin · T. Guernalec · V. Guernalec · Guglielmi · Huys · Le Berre · Lozouet · Mozzato · Ries · Rodríguez · Rouland · Scotson · Sénéchal · Svestad-Bårdseng · Thierry · Tjøtta · Vauquelin · Venturini · Verre